# Olszanka (gmina, Mazovie)
Pour les articles homonymes, voir Olszanka.
Olszanka est une gmina rurale (gmina wiejska) de la powiat de Łosice, dans la Voïvodie de Mazovie, dans le centre-est de la Pologne.
Son siège administratif (chef-lieu) est le village d'Olszanka, qui se situe environ 118 kilomètres à l'est de Varsovie (capitale de la Pologne).
La gmina couvre une superficie de 87,34 km2 pour une population de 3 205 habitants en 2006.

## Histoire
De 1975 à 1998, la gmina est attachée administrativement à la voïvodie de Biała Podlaska.

Depuis 1999, elle fait partie de la voïvodie de Mazovie.

## Géographie
La gmina inclut les villages et localités suivantes :

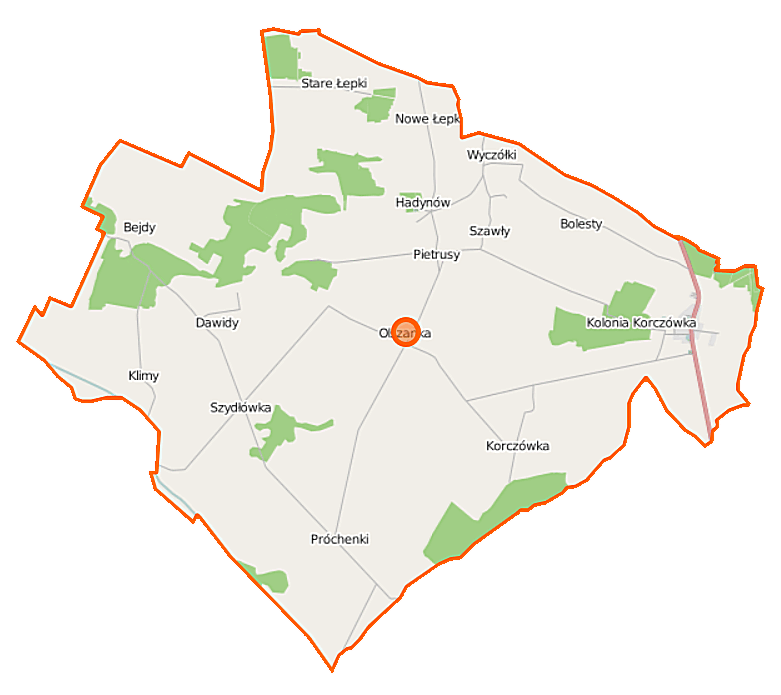
Plan de la gmina

- Bejdy
- Bolesty
- Dawidy
- Hadynów
- Klimy
- Korczówka
- Korczówka-Kolonia
- Mszanna
- Nowe Łepki
- Olszanka
- Pietrusy
- Próchenki
- Radlnia
- Stare Łepki
- Szawły
- Szydłówka
- Wyczółki

### Gminy voisines
La gmina d'Olszanka est voisine des gminy suivantes :
- Huszlew
- Łosice
- Międzyrzec Podlaski
- Mordy
- Zbuczyn

## Structure du terrain
D'après les données de 2002, la superficie de la commune d'Olszanka est de 87,34 km2, répartis comme tel :
- terres agricoles : 82%
- forêts : 12%

La commune représente 11,32% de la superficie du powiat.

## Démographie
Données du 30 juin 2004 :
| description        | Total  | Total | Femmes | Femmes | Hommes | Hommes |
| ------------------ | ------ | ----- | ------ | ------ | ------ | ------ |
| Unité              | Nombre | %     | Nombre | %      | Nombre | %      |
| population         | 3 239  | 100   | 3 239  | 48,9   | 1 654  | 51,1   |
| Densité (hab./km²) | 37,1   | 37,1  | 18,1   | 18,1   | 18,9   | 18,9   |